# نالهو (هاوایی)
نالهو (به انگلیسی: Naalehu) یک منطقهٔ مسکونی در ایالات متحده آمریکا است که در شهرستان هاوایی، هاوایی قرار دارد. نالهو ۵٫۶ کیلومتر مربع مساحت و ۸۶۶ نفر جمعیت دارد و ۲۲۵ متر بالاتر از سطح دریا قرار دارد.